# Magnolia pterocarpa
Magnolia pterocarpa är en magnoliaväxtart som beskrevs av William Roxburgh. Magnolia pterocarpa ingår i släktet Magnolia och familjen magnoliaväxter. Inga underarter finns listade i Catalogue of Life.